# Anne-Marie Cadieux
Anne-Marie Cadieux (23 de septiembre de 1963) es una actriz, directora de cine y guionista canadiense. Ha ganado un Premio Jutra por Mejor Actriz de Reparto por su papel en Le Coeur au Poing y estuvo nominada por un Premio Genie por Mejor Actuación por una Actriz en Toi.